# Seestadt
Seestadt – jedna ze stacji metra w Wiedniu na linii U2. Została otwarta 5 października 2013. 
Znajduje się w 22. dzielnicy Wiednia, Donaustadt.

## Zdjęcia

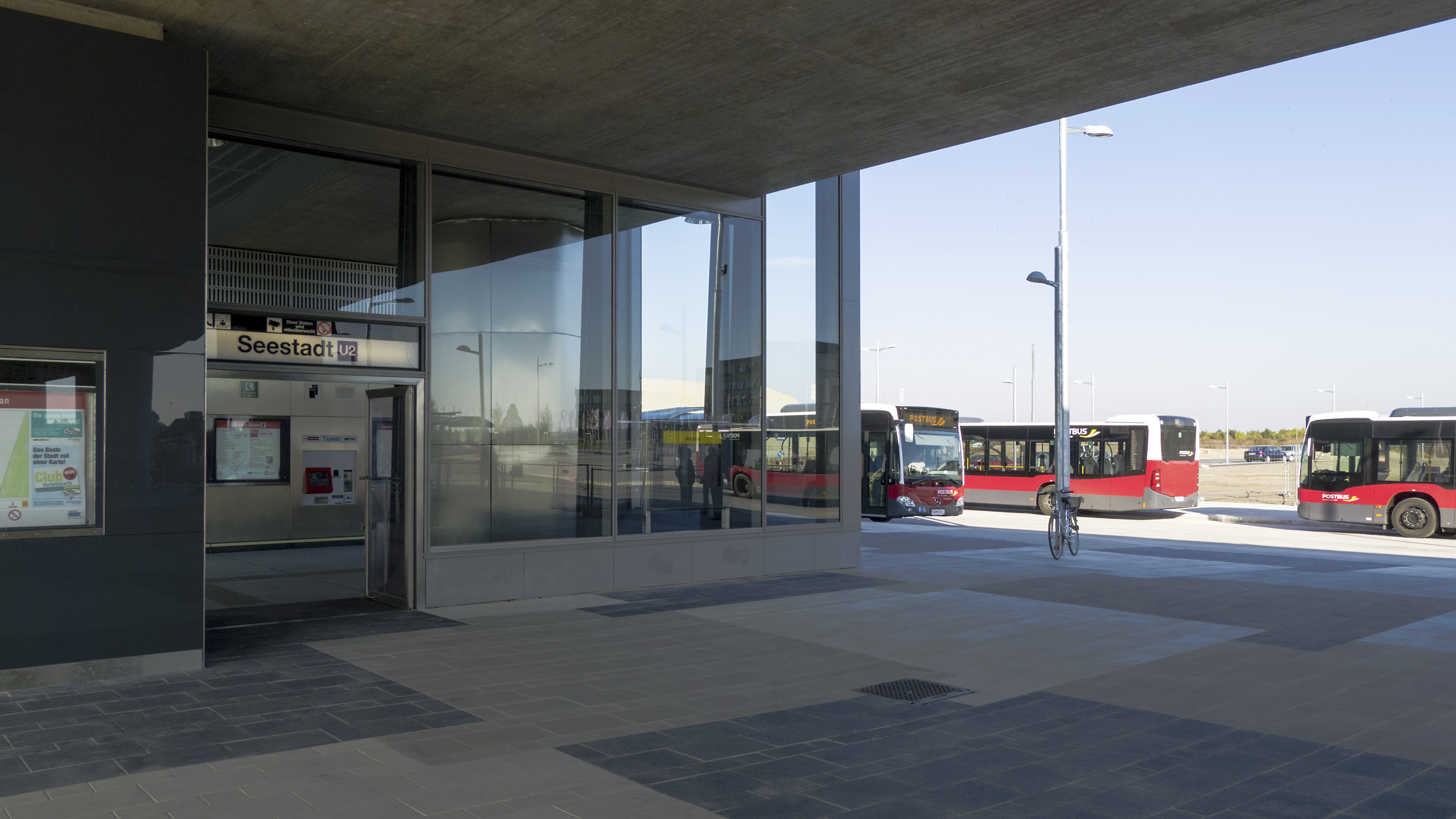
Część południowa, wyjście
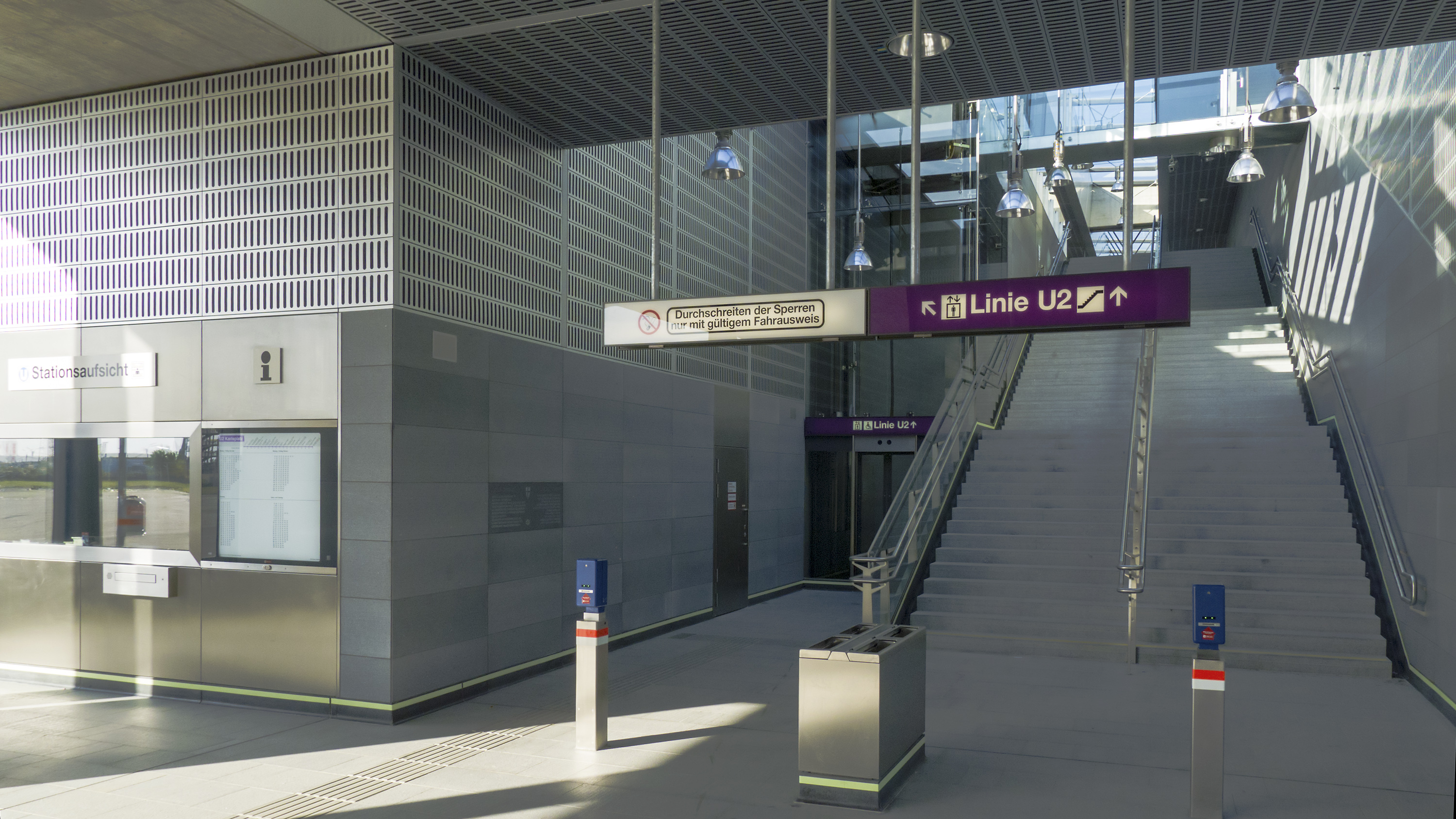
Część południowa, widok na wnętrze
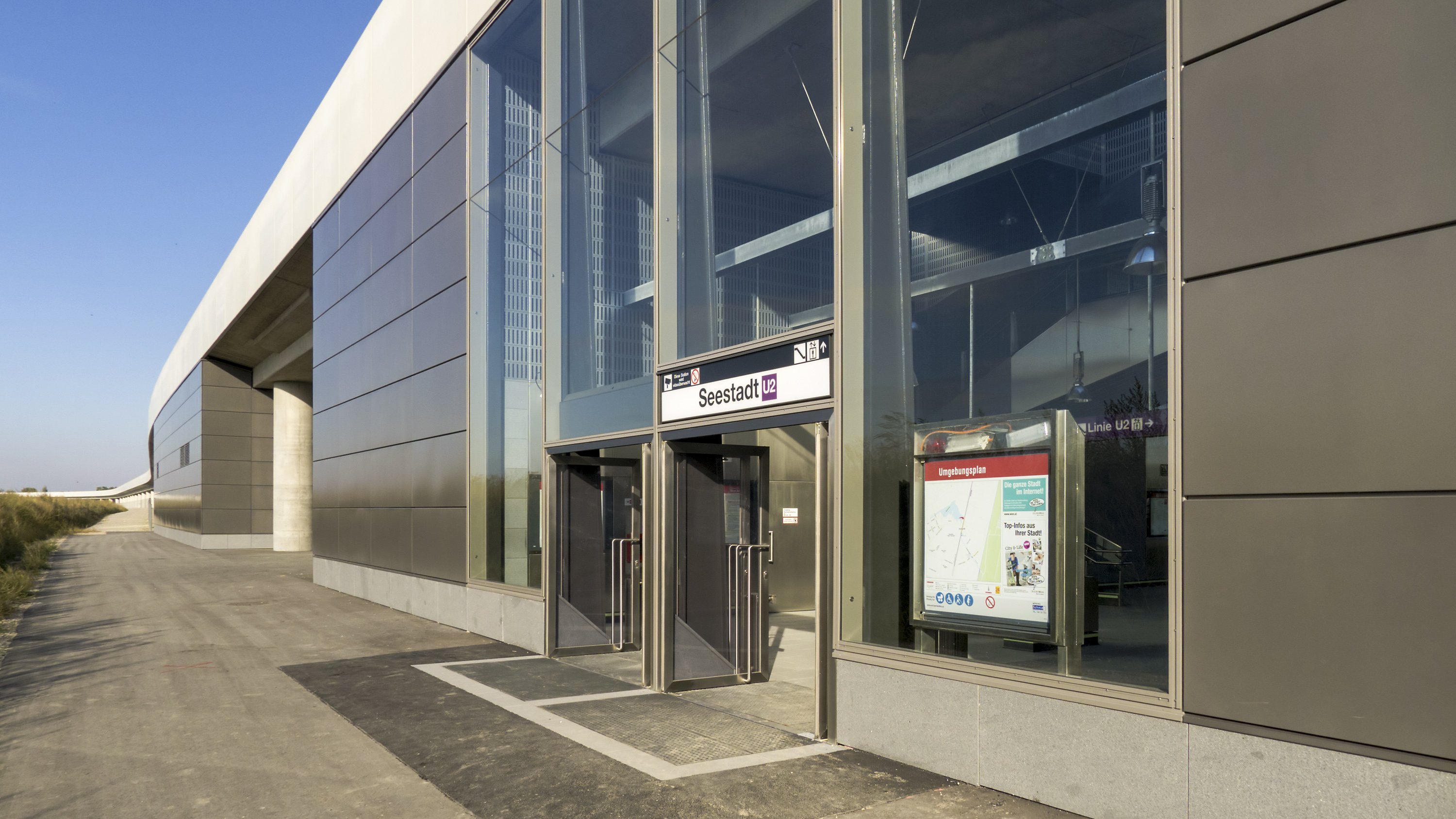
Część północna, wyjście
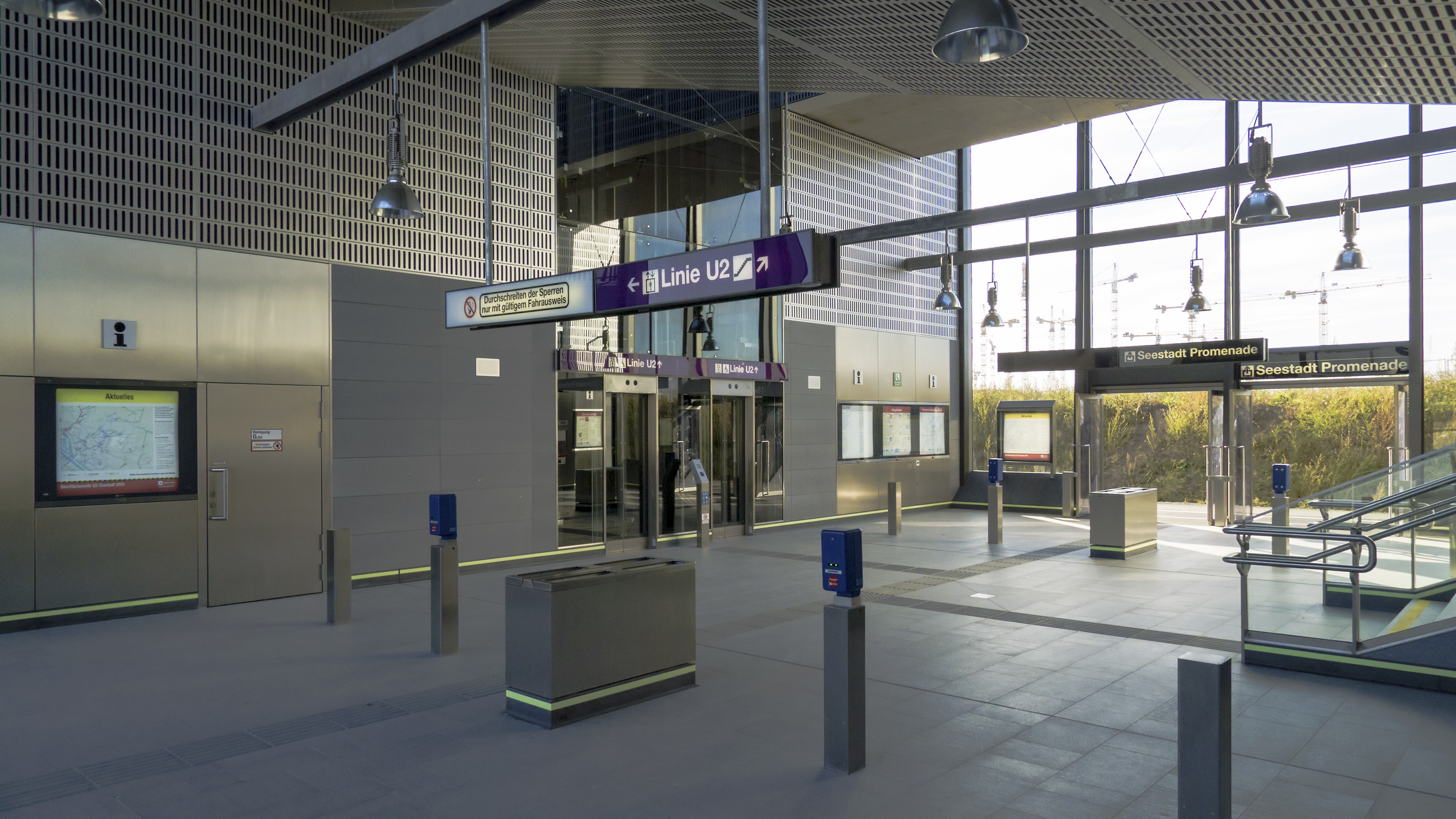
Część północna, widok na wnętrze
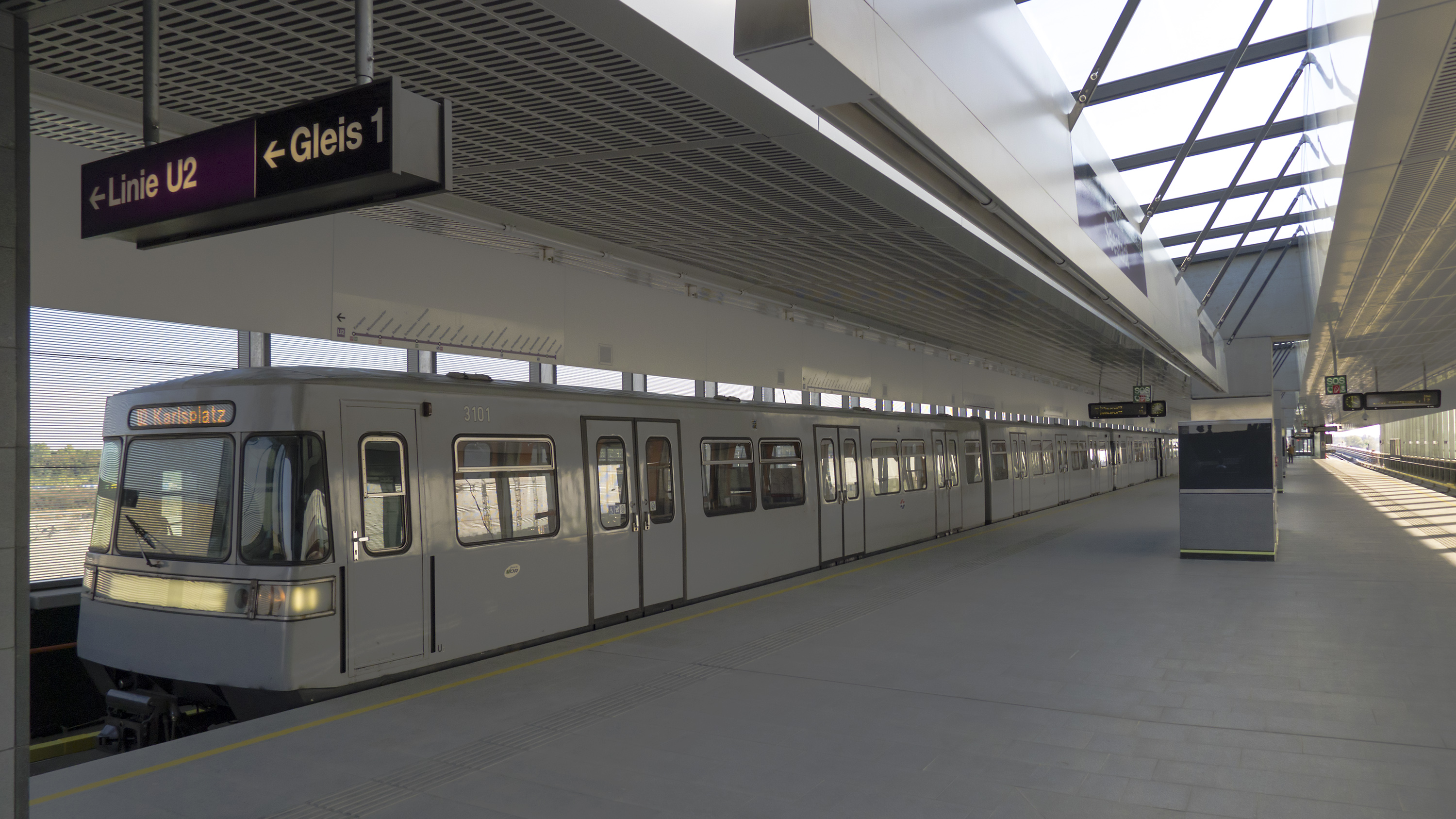
Peron
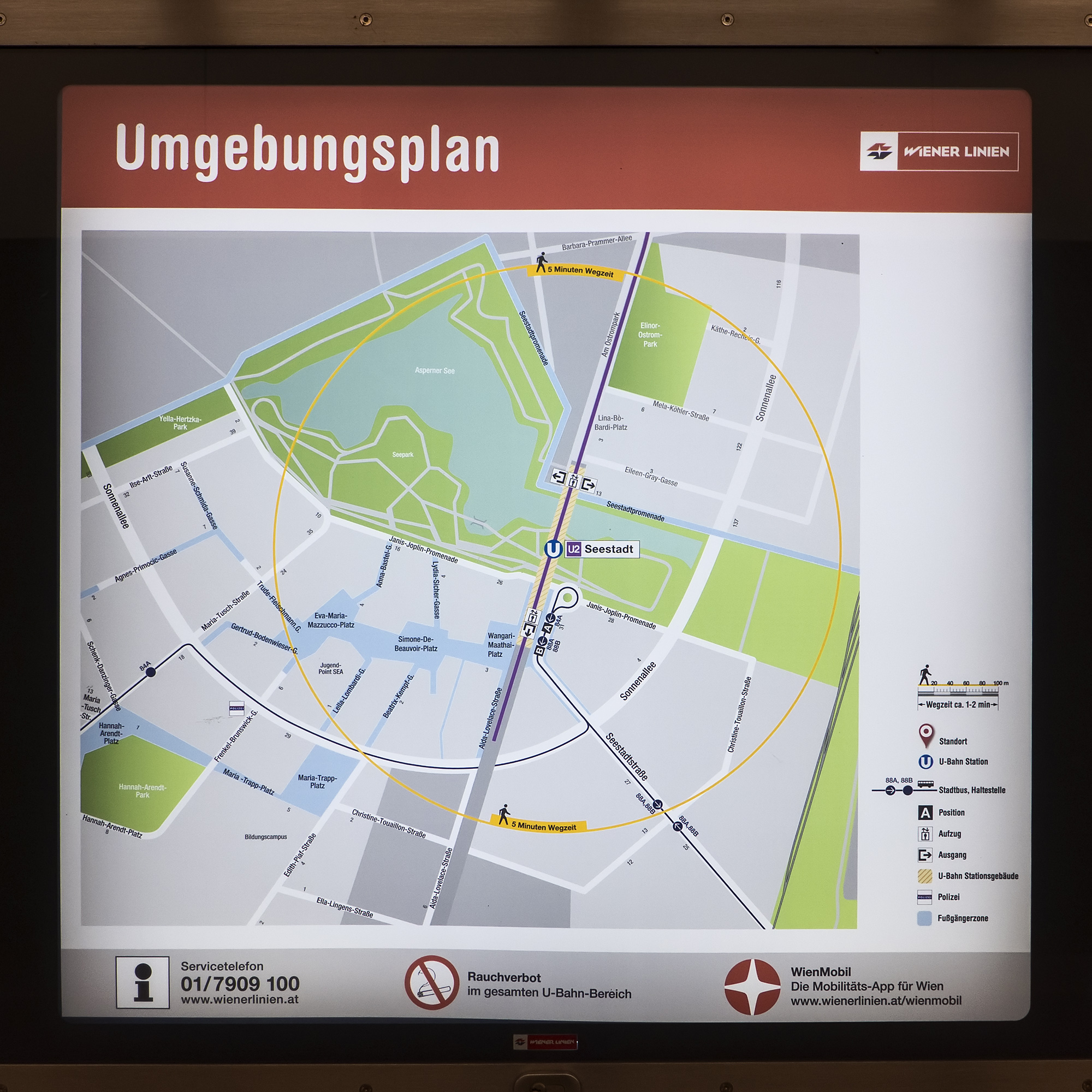
Plan okolic